# Sherisse Laurence
Sherisse Laurence, ook bekend als Sherisse Stevens, is een Canadees zangeres.

## Biografie
Laurence presenteerde van 1978 tot 1983 de show Circus op CTV. In 1986 werd ze door de Luxemburgse openbare omroep geselecteerd om Luxemburg te vertegenwoordigen op het Eurovisiesongfestival 1986. Met het nummer L'amour de ma vie eindigde ze op de derde plek. Ondanks dit goede resultaat zou ze hierna snel weer in de vergetelheid verdwijnen.
1956: Michèle Arnaud + Michèle Arnaud · 
1957: Danièle Dupré · 
1958: Solange Berry · 
1960: Camillo Felgen · 
1961: Jean-Claude Pascal · 
1962: Camillo Felgen · 
1963: Nana Mouskouri · 
1964: Hugues Aufray · 
1965: France Gall · 
1966: Michèle Torr · 
1967: Vicky Leandros · 
1968: Chris Baldo & Sophie Garel · 
1969: Romuald · 
1970: David Alexandre Winter · 
1971: Monique Melsen · 
1972: Vicky Leandros · 
1973: Anne-Marie David · 
1974: Ireen Sheer · 
1975: Geraldine · 
1976: Jürgen Marcus · 
1977: Anne-Marie Besse · 
1978: Baccara · 
1979: Jeane Manson · 
1980: Sophie & Magaly · 
1981: Jean-Claude Pascal · 
1982: Svetlana · 
1983: Corinne Hermès · 
1984: Sophie Carle · 
1985: Margo, Franck, Diane, Ireen, Malcolm & Chris · 
1986: Sherisse Laurence · 
1987: Plastic Bertrand · 
1988: Lara Fabian · 
1989: Park Café · 
1990: Céline Carzo · 
1991: Sarah Bray · 
1992: Marion Welter & Kontinent · 
1993: Modern Times · 
2024: Tali · 
2025: Laura Thorn
- Gemeinsame Normdatei: 134440552
- MusicBrainz: b0eadd38-b5d8-4e32-943c-347865079774
- Virtual International Authority File: 79624024
- WorldCat: E39PBJpypkC6g9RpQ9cVwFrwmd